# Gheorghe Dima Zeneakadémia
A Gheorghe Dima Zeneakadémia Kolozsvár felsőfokú zenei képzést nyújtó intézménye. Nevét Gheorghe Dima (1847–1925) román zeneszerzőről kapta. Gyakran Zenekonzervatórium vagy Konzervatórium néven említik. Épülete a Király utcában (str. I. C. Brătianu) található.

## Története
1819-ben jött létre Kolozsvár első zeneiskolája, a Musikai Egyesület. Az iskola 1830 körül hanyatlásnak indult, és Ruzitska György zeneszerzőt kérték fel az intézmény átszervezésére. Ruzitska 1836-tól 34 éven át, 1869-ben bekövetkezett haláláig állt az iskola élén, amely ekkor a Zene-Conservatorium nevet viselte. Lendületes munkája következtében a következő évben már Joseph Haydn Teremtés című oratóriumát adták elő. Irányítása alatt az intézet európai színvonalra emelkedett, és hozzájárult a város zenei műveltségének emelkedéséhez. A konzervatórium történetében hasonlóan hosszú ideig játszott meghatározó szerepet Farkas Ödön zeneszerző, aki 1880-tól 32 éven át töltötte be az igazgatói tisztséget és korszerűsítette az oktatást.
1902 őszétől a konzervatórium a Toldalagi–Korda-palota emeletén bérelt helyiségeket. A román nyelvű konzervatórium 1919-ben alakult, első rektora Gheorghe Dima volt. 1950-ben a román és magyar konzervatóriumokat egyesítették. Először Bocskai István szülőházában, majd a megszüntetett görögkatolikus papnevelde épületébe költözött, ahol jelenleg is működik.

## Jelene
Az akadémia jelenleg két karral működik: 
- előadóművészet (ezen belül canto és hangszeres képzés)
- zeneszerzés, muzikológia és zenepedagógia

Az intézmény tanáraiból és diákjaiból alakult együttesek (Collegium Musicum Academicum, Ars Nova, Capella Transylvanica, Antifonia, Flauto Dolce, Les Plaisirs stb.) a város zenei életének gazdagításán túlmenően országosan és külföldön is ismertek.
A doctor honoris causa címet 1992 óta ítélik oda. Az eddigi kitüntetettek között van Iannis Xenakis, Yehudi Menuhin és Krzysztof Penderecki is.

## Híres tanárok és diákok
Dieter Acker zeneszerző, Ágoston András hegedűművész, Almási István népzenekutató, Erich Bergel karmester, Birtalan József zeneszerző, Antonin Ciolan karmester, Delly-Szabó Géza zeneszerző, Demény Attila zeneszerző, Eisikovits Mihály zeneszerző, Farkas Ferenc zeneszerző, Farkas Ödön zeneszerző, Fátyol Rudolf hegedűművész, Hercz Péter operaénekes, Jagamas János népzenekutató, Tudor Jarda zeneszerző, Hary Béla zeneszerző, Kallós Zoltán néprajztudós, Kriza Ágnes operaénekes, Lakatos István zenetörténész, László Ferenc zenetörténész, Ligeti György zeneszerző, Márkos Albert zeneszerző, Orbán György zeneszerző, Palocsay Zsigmond költő, Ionel Pantea operaénekes, Ruha István hegedűművész, Szalman Lóránt karvezető Szenik Ilona népzenekutató, Sigismund Toduță zeneszerző, Terényi Ede zeneszerző, Cornel Țăranu zeneszerző, Silvia Sbîrciu
zongoraművész, Kosztándi István hegedűművész